# Corby (circonscription britannique)
La circonscription de Corby est une circonscription située dans le Northamptonshire et représentée à la Chambre des communes du Parlement britannique.